# Ярослав Янус
Ярослав Янус (словац. Jaroslav Janus; 21 вересня 1989, м. Пряшів, ЧССР) — словацький хокеїст, воротар. Виступає за «Кошиці» у Словацькій екстралізі.
Вихованець хокейної школи ХК «Пряшів». Виступав за «Ері Оттерс» (ОХЛ), «Норфолк Адміралс» (АХЛ), «Флорида Еверблейдс» (ECHL).
У складі молодіжної збірної Словаччини учасник чемпіонату світу 2009. У складі юніорської збірної Словаччини учасник чемпіонату світу 2007.
Досягнення
- Володар Кубка Колдера (2012).